# Ishidoro

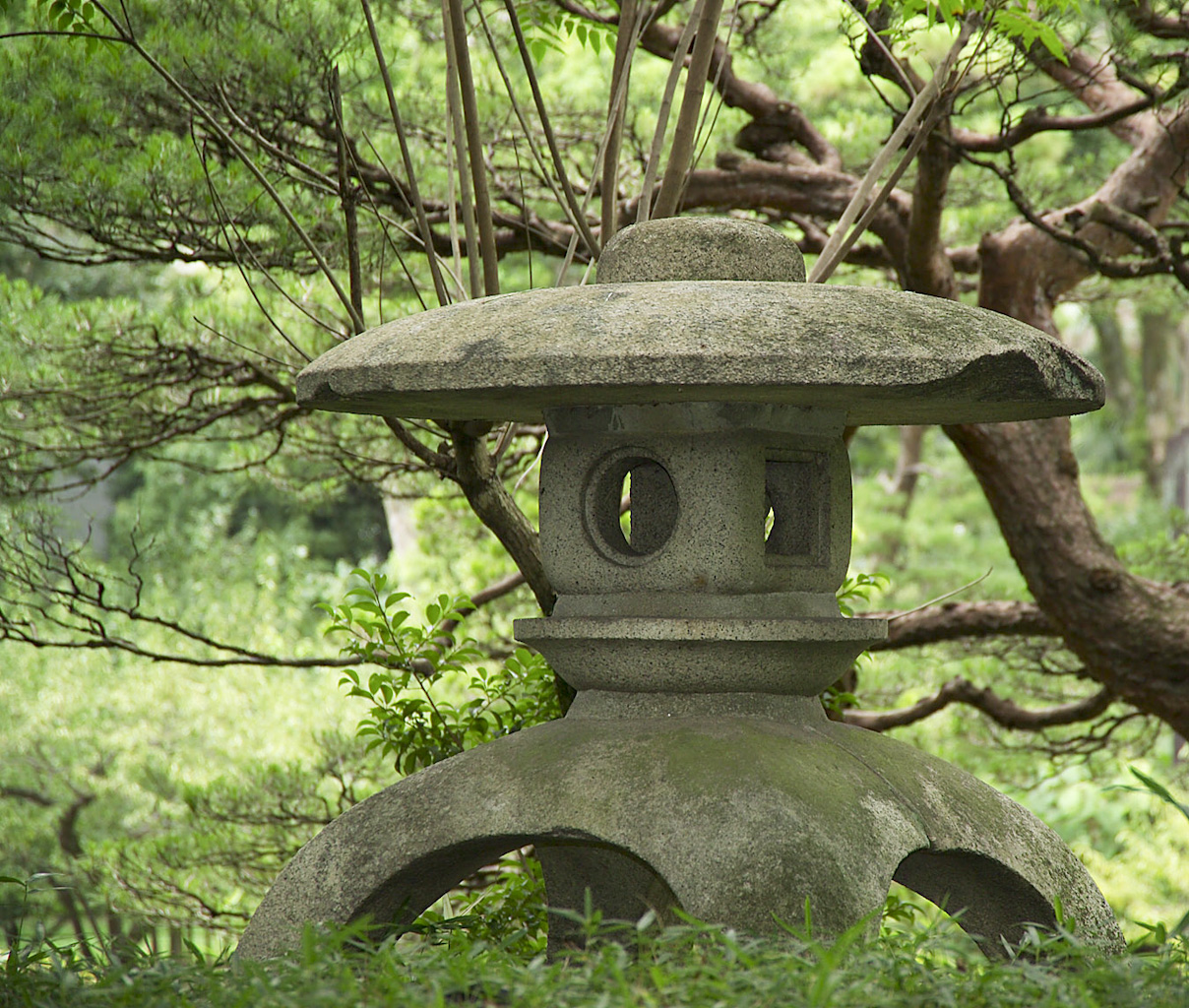
En ishidoro i Shukkei-en, en traditionell japansk trädgård i Hiroshima.

Ishidoro, eller tōrō (灯籠, ”ljuskorg”, ”ljustorn”) är en traditionell japansk lanterna i sten, trä eller metall. Ursprungligen kom idén från Kina, men fick sitt egentliga genomslag i Japan. I Japan finns det gott om bevarade ishidoros, medan de är ovanligare i Korea och sällsynta i Kina.
I Japan förekom de från början enbart i buddhisttempel, där de inramade och upplyste tempelstigarna. Under Heian-perioden (794-1185) blev det emellertid mode att använda ishidoron även i shintoistiska helgedomar och även privat.
De vanligaste typerna av ishidoro är tillverkade i brons eller sten.
I Göteborgs botaniska trädgård finns i den så kallade Japandalen en ishidoro i sten.